# Juan Tejeda (taekwondo)
Juan Tejeda es un deportista puertorriqueño que compitió en taekwondo. Ganó una medalla de plata en el Campeonato Panamericano de Taekwondo de 1986, en la categoría de –64 kg.

## Palmarés internacional
| Campeonato Panamericano | Campeonato Panamericano | Campeonato Panamericano | Campeonato Panamericano |
| Año                     | Lugar                   | Medalla                 | Categoría               |
| ----------------------- | ----------------------- | ----------------------- | ----------------------- |
| 1986                    | Guayaquil (Ecuador)     | Medalla de plata        | –64 kg                  |